# Great Ol' Oak Band
Great Ol' Oak Band (tidigare Great Owl Oak Band) är ett country- och bluegrassband från Jönköping. Bandet bildades 2009, där alla medlemmar gick samma program på gymnasiet. 
Bandet bildades omkring Anton Brolin inför en spelning på Rockit Fest, då han ville ha med sig ett helt band. Bandmedlemmarna (Anton Brolin, Dino Kuljaninovic, Lukas Feurst, Hannes Ek, David Leban, Fredric Lång och Viktor Davidson) insåg direkt att man inte ville sluta här utan började samma sommar skriva och spela in egna låtar vilka snart hamnade på Myspace. Man tog sig namnet Great Owl Oak Band vilket framförallt lät bra, inte för att det hade någon speciell betydelse.
Hösten 2010 började man spela in sin debutplatta som kom att heta "Guilt & Poverty". Med på inspelningen hade man förutom de 7 bandmedlemmarna: Robin Göthberg (piano), Fasica Watchefo (sång) Oskar Ekeborg (steel guitar) och Max Anderhell (percussion). Albumet innehåller 11 av bandets egna låtar och släpptes den 1 juli 2011 på Common Records. Man valde också att i samband med skivan byta namn till Great Ol' Oak Band.

## Medlemmar
- Anton Brolin – gitarr, sång (2009 – )
- Dino Kuljaninovic – banjogitarr, munspel, sång (2009 – )
- Hannes Ek – kontrabas, stämsång (2009 – )
- Lukas Feurst – trummor, percussion, stämsång (2009 – )
- David Leban – mandolin, stämsång (2009 – )
- Fredric Lång – 5-strängad banjo
- Viktor Davidson – violin

## Diskografi
Album
- 2011 – Guilt & Poverty